# BTR-80
BTR-80은 러시아 육군의 8륜구동 차륜형 장갑차이다.

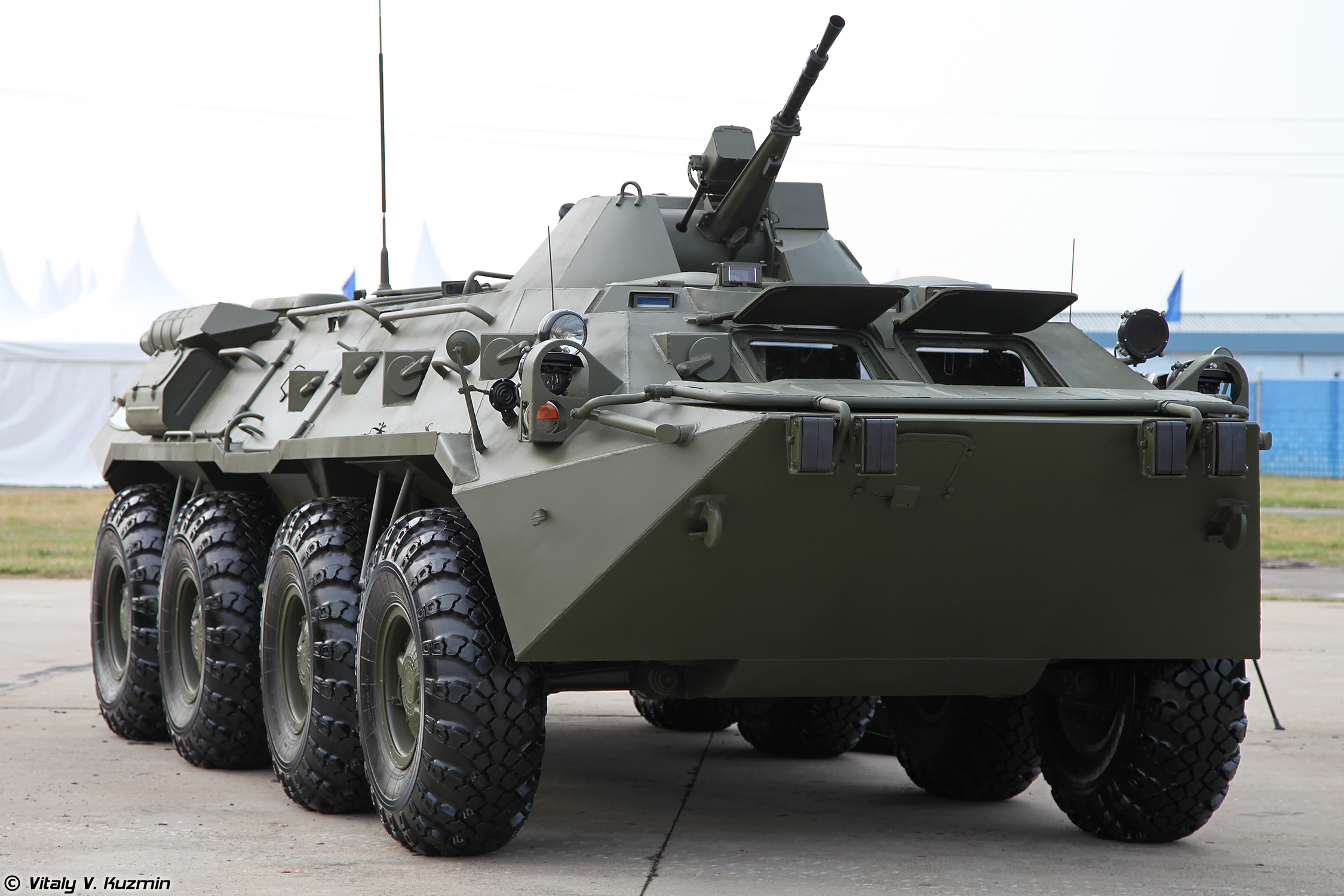
BTR-80

## 역사
1986년 소련 육군에 실전배치되어, 현재도 사용중이다. 무게 15톤에, 7명의 보병이 탑승한다. 1960년대 BTR-60, 1970년대 BTR-70 8륜구동 차륜형 장갑차가 1980년대 BTR-80 8륜구동 차륜형 장갑차로 교체되었다. 1990년대 BTR-90이 개발되어, 소련의 붕괴 등으로 실전배치가 지연되다가, 2004년부터 러시아 육군에 BTR-90이 배치되었다.

## 사용국가
- 아프가니스탄
- 알제리
- 앙골라
- 아르메니아
- 아제르바이잔
- 방글라데시
- 우크라이나
- 벨라루스
- 콜롬비아
- 지부티
- 에스토니아
- 조지아
- 헝가리
- 인도
- 인도네시아
- 이라크
- 카자흐스탄
- 키르기스스탄
- 케냐
- 북마케도니아
- 몰도바
- 몽골

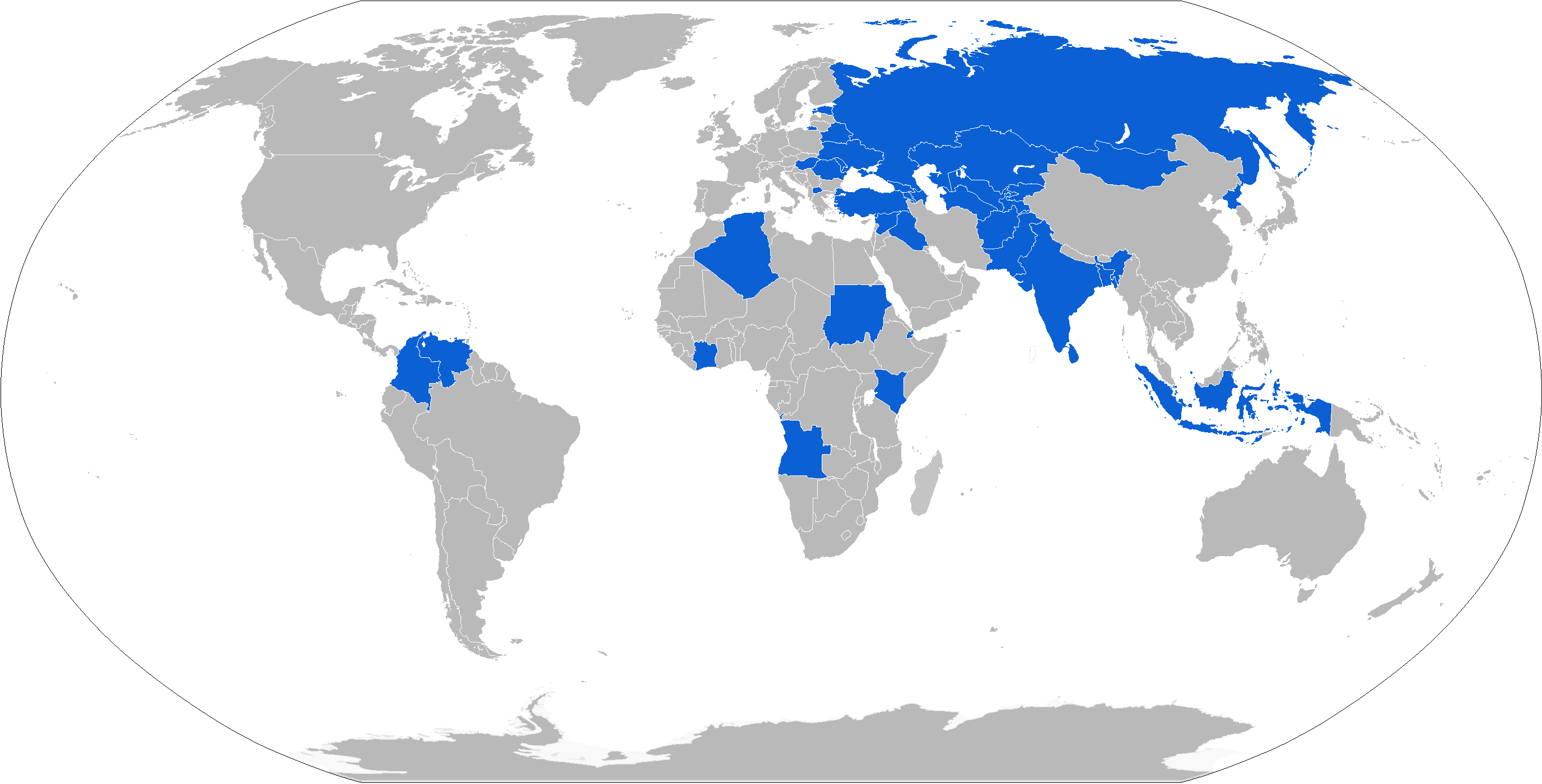
BTR-80 장갑차 사용국가

- 조선민주주의인민공화국 - 32대 BTR-80A
- 대한민국 - 적성화기 연구용으로 BTR-80A를 도입[1]
- 파키스탄
- 루마니아
- 러시아
- 스리랑카
- 수단
- 시리아
- 타지키스탄
- 튀르키예
- 투르크메니스탄
- 우즈베키스탄
- 베네수엘라
- 도네츠크 인민공화국

## 같이 보기
- 스트라이커 장갑차 - 미국의 8륜구동 차륜형 장갑차
- K806/808 장갑차 - 대한민국의 6륜 및 8륜 구동 차륜형 장갑차
- M-2010 준마 - 북한의 BTR-80 카피

1. ↑  불곰사업 시기에 도입한 것으로 추정된다. 자세한건 출처기사 보관됨 2018-09-15 - 웨이백 머신 참고. 게다가 위키백과 영문판에서 추가로 언급된 책이 있다. Christopher F. Foss. Jane's Tanks and Combat Vehicles Recognition Guide (2000 ed.). Harper Collins Publishers. pp. 410–414.